# Riksdaler

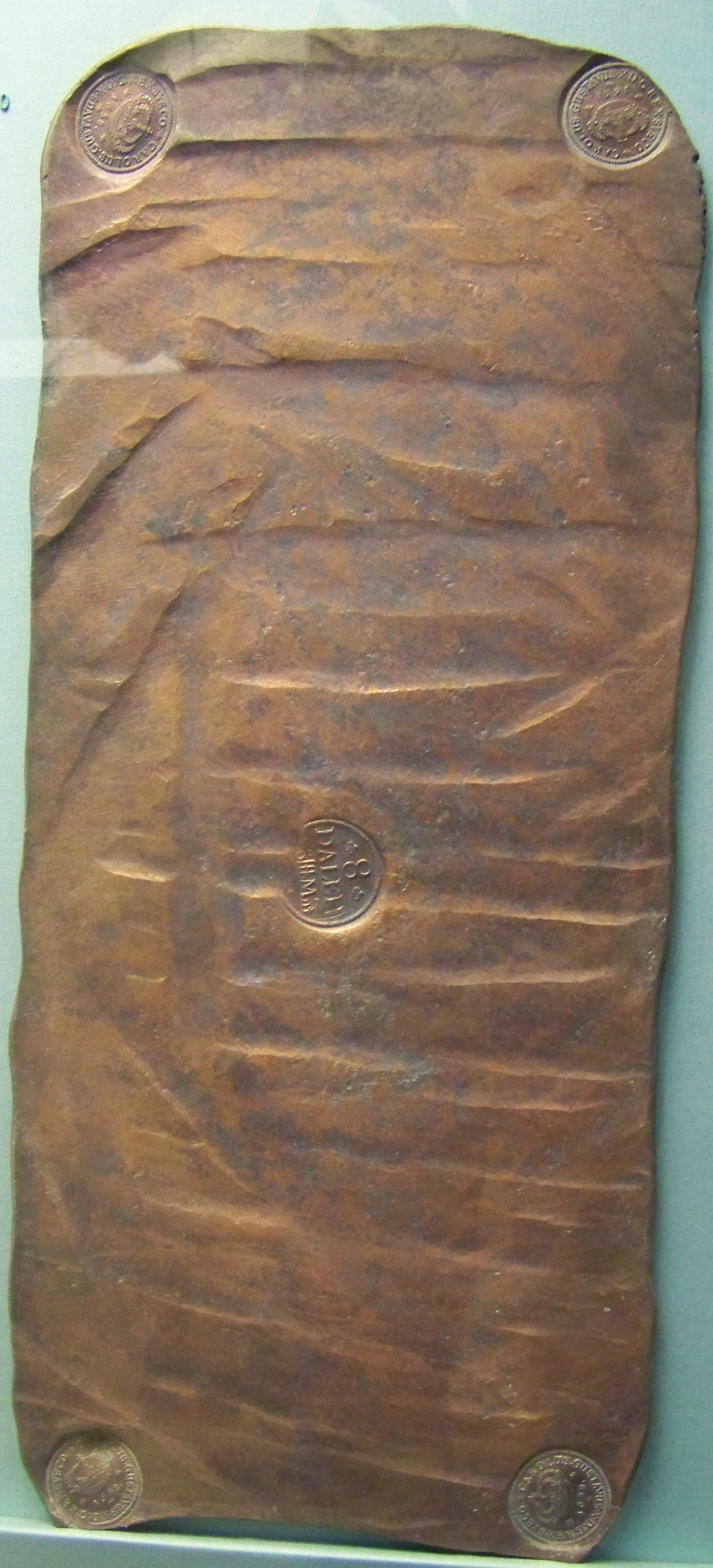
Una pieza de 8 dalers de dinero en placa (plåtmynt) en el Museo Británico.

Riksdaler es el nombre de una moneda sueca acuñada por primera vez en 1604. Se convirtió en la divisa de Suecia en 1777 y se mantuvo hasta 1873. El término riksdaler aún se utiliza en Suecia como forma coloquial para referirse a la Corona sueca.
El sustantivo daler, al igual que el nombre «dólar», proviene de la moneda alemana thaler. Se usaron monedas de nombre similar —como el reichsthaler, el rijksdaalder y el rigsdaler— en el Sacro Imperio Romano Germánico, Alemania y el Imperio austrohúngaro; Países Bajos y el Reino de Dinamarca y Noruega, respectivamente.

## Sistema de contabilidad
El daler se introdujo en 1534. Fue pensado inicialmente para el uso internacional y se divide en 4 marcos y luego un marco se subdivide en 8 öre y luego un öre se subdivide en 6 pennings. En 1604 el nombre fue cambiado a riksdaler ("daler del reino": Reichsthaler). En 1609 el riksdaler se elevó a un valor de 6 marcos cuando se depreciaban las otras monedas suecas, pero el riksdaler se mantuvo constante.